# Epidromia sigillata
Epidromia sigillata är en fjärilsart som beskrevs av Walker 1858. Epidromia sigillata ingår i släktet Epidromia och familjen nattflyn. Inga underarter finns listade i Catalogue of Life.